# قائمة ملاعب نهائيات كأس الأمم الإفريقية
هذه قائمة ملاعب نهائيات كأس الأمم الأفريقية، حتى نسخة 2021 لعب 33 مباراة نهائية في 21 ملعب، ويعتبر ستاد القاهرة الدولي الأكثر استضافة للمباراة النهائية برصيد 4 مباريات في سنوات 1974، 1986، 2006 و2019. يليه ملعب أديس أبابا برصيد 3 مباريات نهائية في سنوات 1962، 1968 و1976 وملعب أكرا الرياضي في سنوات 1963، 1978 و2008.

## قائمة الملاعب
| صورة الملعب | إسم الملعب                 | الموقع                    | السنة |
| ----------- | -------------------------- | ------------------------- | --- |
|             | ستاد القاهرة الدولي        | القاهرة، مصر              | نهائي كأس الأمم الإفريقية 1974 نهائي كأس الأمم الأفريقية 1986 نهائي كأس الأمم الأفريقية 2006 نهائي كأس الأمم الأفريقية 2019 |
|             | ملعب مختار التتش           | القاهرة، مصر              | نهائي كأس الأمم الإفريقية 1959                                                                                              |
|             | ملعب الشاذلي زويتن.        | مدينة تونس، تونس          | نهائي كأس الأمم الإفريقية 1965                                                                                              |
|             | الملعب الأولمبي بالمنزه.   | مدينة تونس، تونس          | نهائي كأس الأمم الأفريقية 1994                                                                                              |
|             | الملعب الأولمبي برادس.     | مدينة تونس، تونس          | نهائي كأس الأمم الأفريقية 2004                                                                                              |
|             | ملعب أديس أبابا            | أديس أبابا، إثيوبيا.      | نهائي كأس الأمم الإفريقية 1962 نهائي كأس الأمم الإفريقية 1968 نهائي كأس الأمم الأفريقية 1976                                |
|             | ملعب أكرا الرياضي          | أكرا، غانا                | نهائي كأس الأمم الإفريقية 1963 نهائي كأس الأمم الإفريقية 1978 نهائي كأس الأمم الأفريقية 2008                                |
|             | ملعب الخرطوم               | الخرطوم، السودان          | نهائي كأس الأمم الأفريقية 1957 نهائي كأس الأمم الإفريقية 1970                                                               |
|             | ملعب البنك الوطني الأول    | جوهانسبرغ، جنوب أفريقيا.  | نهائي كأس الأمم الإفريقية 1996 نهائي كأس الأمم الأفريقية 2013                                                               |
|             | ملعب لاغوس الوطني          | لاغوس، نيجيريا.           | نهائي كأس الأمم الإفريقية 1980 نهائي كأس الأمم الأفريقية 2000                                                               |
|             | ملعب دانغونج               | ليبرفيل، الغابون          | نهائي كأس الأمم الأفريقية 2012 نهائي كأس الأمم الأفريقية 2017                                                               |
|             | ملعب أحمدو أهيدجو          | ياوندي، الكاميرون.        | نهائي كأس الأمم الإفريقية 1972                                                                                              |
|             | ملعب طرابلس                | طرابلس، ليبيا             | نهائي كأس الأمم الإفريقية 1982                                                                                              |
|             | ملعب فيليكس هوفويت-بواني   | أبيدجان، ساحل العاج.      | نهائي كأس الأمم الإفريقية 1984                                                                                              |
|             | المركب الرياضي محمد الخامس | الدار البيضاء، المغرب     | نهائي كأس الأمم الأفريقية 1988                                                                                              |
|             | ملعب 5 جويلية 1962         | الجزائر العاصمة، الجزائر. | نهائي كأس الأمم الأفريقية 1990                                                                                              |
|             | ملعب ليوبولد سيدار سينغهور | داكار، السنغال.           | نهائي كأس الأمم الإفريقية 1992                                                                                              |
|             | ملعب 4 أغسطس               | واغادوغو، بوركينا فاسو.   | نهائي كأس الأمم الأفريقية 1998                                                                                              |
|             | ملعب 26 مارس               | باماكو، مالي.             | نهائي كأس الأمم الأفريقية 2002                                                                                              |
|             | ملعب 11 نوفمبر             | لواندا، أنغولا.           | نهائي كأس الأمم الأفريقية 2010                                                                                              |
|             | ملعب باتا                  | باتا، غينيا الاستوائية.   | نهائي كأس الأمم الأفريقية 2015                                                                                              |
|             | ملعب أوليمبي               | ياوندي، الكاميرون.        | نهائي كأس الأمم الأفريقية 2021                                                                                              |